# Tatyana Franck
Pour les articles homonymes, voir Franck.
Tatyana Franck, née à Genève le 12 mai 1984, de nationalités suisse, française et belge[réf. nécessaire], est présidente et directrice de musées et d'institutions culturelles. 
Elle dirige le musée Photo Elysée de Lausanne de 2015 à 2021, puis devient présidente du French Institute Alliance Française à New York en mars 2022.

## Biographie
Elle est la fille d'Eric Franck, producteur et galeriste londonien, expert en photographie. Elle est également la nièce de Martine Franck, photographe et épouse d’Henri Cartier-Bresson.   
Ancienne skieuse alpine (super-G, slalom géant et slalom), elle cesse la compétition à la suite d’une déchirure des ligaments croisés.   
Après une double licence en histoire de l’art et droit à l’université Panthéon-Sorbonne à Paris (2006), Tatyana Franck obtient un master en Droit des Affaires (2007) et Droit du marché de l’art à l'Université de Lyon III (2008) et un EMBA-Global Asia à la Columbia Business School, la London Business School & The University of Hong Kong (2016).  
Entre 2006 et 2015, elle dirige les Archives Claude Picasso à Paris et à Genève qui réunissent des œuvres du peintre et d’importantes collections photographiques, dont le fonds David Douglas Duncan. Elle assure notamment le commissariat de l'exposition Picasso at Work, Through the Lens of David Douglas Duncan. 
Elle est également rédactrice en chef du magazine ELSE, la revue semestrielle trilingue lancée en 2011 par le Musée de l’Élysée. 
En mars 2022, Tatyana Franck devient présidente du French Institute Alliance Française à New York, renommé en juin 2024 sous sa présidence L'Alliance New York.

## Musée de l’Élysée (Photo Élysée)
En 2015, Tatyana Franck se voit offrir la direction du Musée de l’Élysée à Lausanne, par voie d'appel sur proposition de la conseillère d’État Anne-Catherine Lyon, cheffe du Département de la formation, de la jeunesse et de la culture. Dès son arrivée, elle affiche sa volonté d’ouvrir l’Élysée, premier musée en Europe à être exclusivement consacré à la photographie, à d’autres publics et à en faire une référence mondiale. 
La même année, elle est nommée membre du conseil de direction du projet culturel et urbain Plateforme 10. 

### Déménagement
Tatyana Franck a eu pour mission d'organiser la construction du nouveau musée et du nouveau quartier des arts (pôle muséal) de 25 000 m2, Plateforme 10, à l’automne 2021 ainsi que le déménagement du Musée de l’Élysée. Il lui incombe notamment la stratégie, la programmation, l'animation, la recherche de fonds, la communication et la supervision du déménagement de l’ensemble des archives et des collections du musée,.
En novembre 2021, elle annonce quitter le Musée de l'Élysée pour prendre la présidence du French Institute Alliance Française à New York.

## Distinctions
- Chevalier de l'ordre national du Mérite (nomination le 15 mai 2025)[17]
- Chevalier de l'ordre des Arts et des Lettres.